# Districte de Porrentruy
Porrentruy és un dels tres districtes suïssos del cantó del Jura. La capital és la vila de Porrentruy. L'idioma és el francès i té una població de 24.123 habitants (a 31 de desembre de 2022).

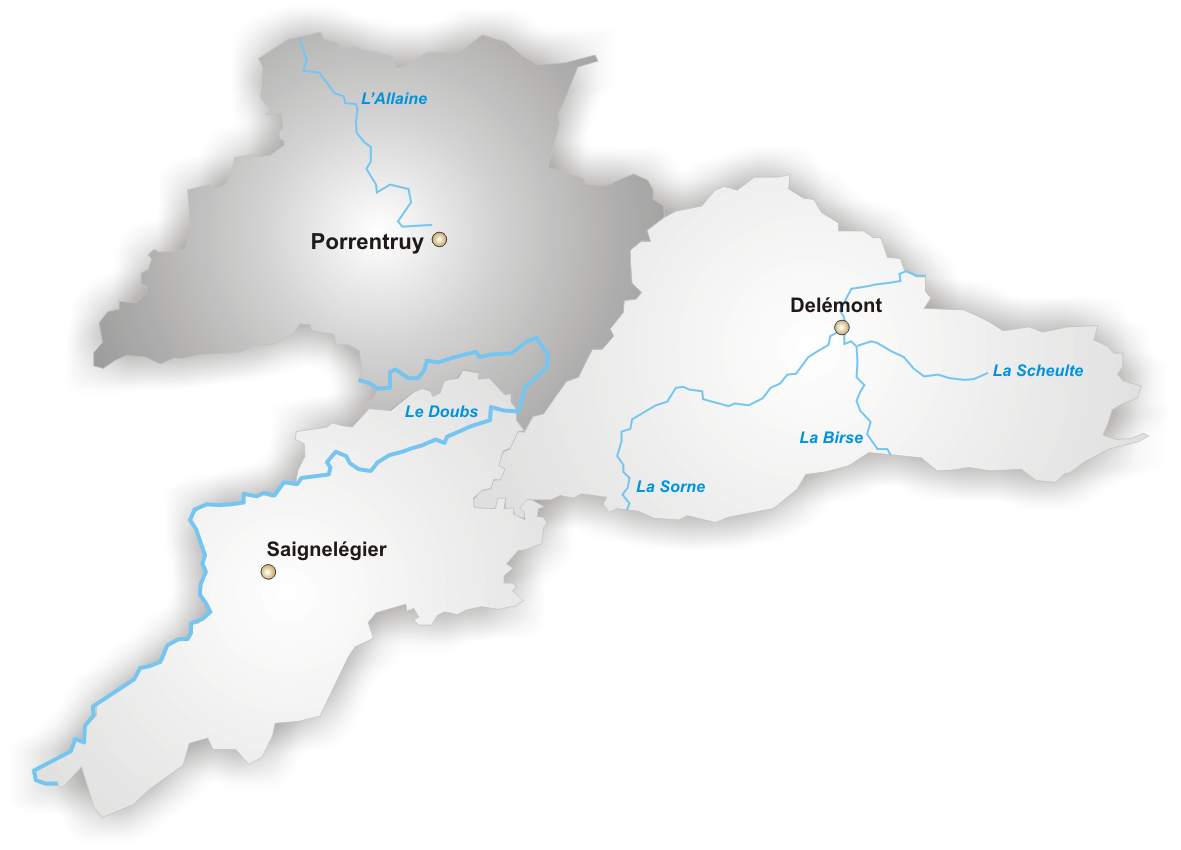
El districte de Porrentruy respecte del Jura

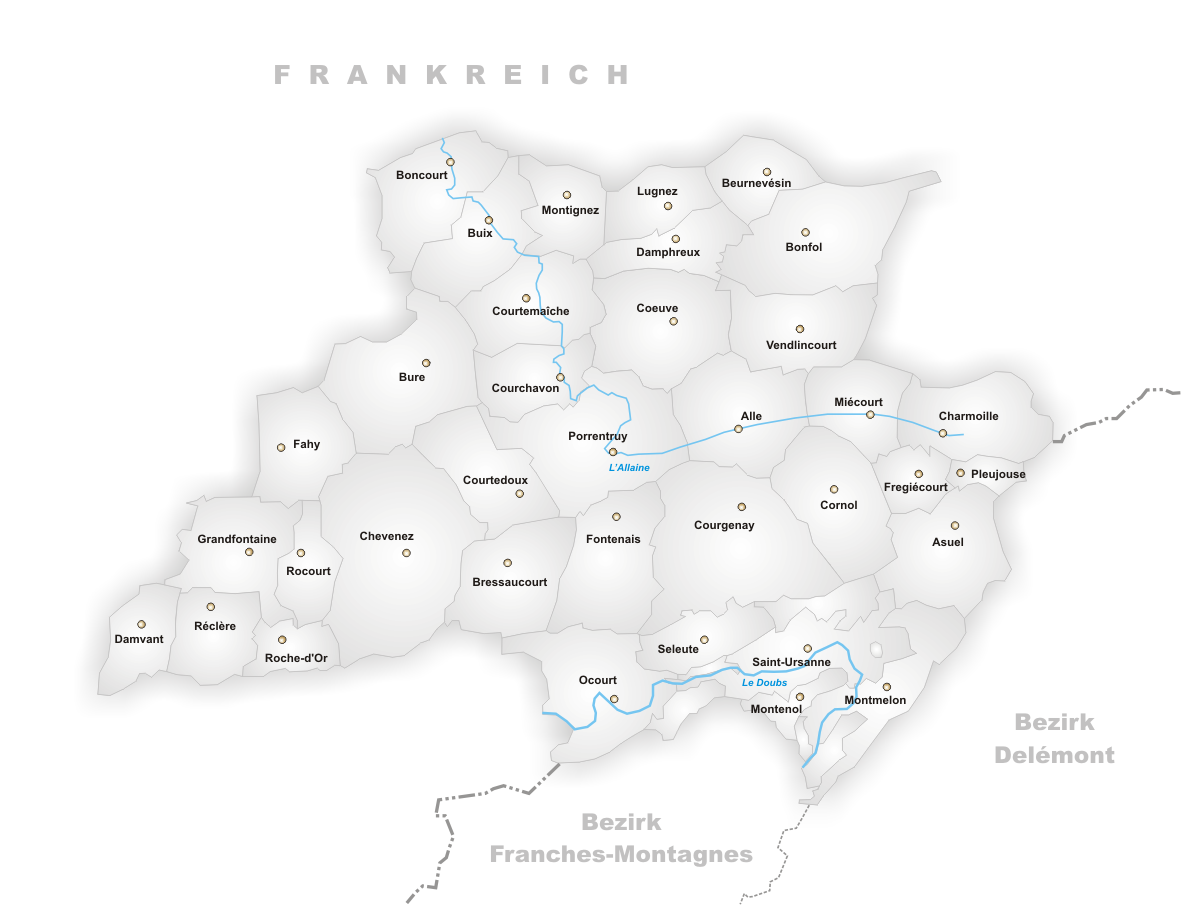
Municipis de Porrentruy

Porrentruy es divideix en un total de 36 municipis:
| Municipi      | Població (31 Des 2005) | Àrea, km² |
| ------------- | ---------------------- | --------- |
| Alle          | 1658                   | 10.66     |
| Asuel         | 194                    | 10.14     |
| Beurnevésin   | 150                    | 5.10      |
| Boncourt      | 1308                   | 9.02      |
| Bonfol        | 698                    | 13.59     |
| Bressaucourt  | 418                    | 9.49      |
| Buix          | 463                    | 8.23      |
| Bure          | 685                    | 13.69     |
| Charmoille    | 352                    | 9.20      |
| Chevenez      | 643                    | 21.73     |
| Coeuve        | 678                    | 11.59     |
| Cornol        | 857                    | 10.43     |
| Courchavon    | 298                    | 6.23      |
| Courgenay     | 2140                   | 18.42     |
| Courtedoux    | 750                    | 8.13      |
| Courtemaîche  | 662                    | 8.94      |
| Damphreux     | 169                    | 5.62      |
| Damvant       | 130                    | 5.05      |
| Fahy          | 386                    | 7.78      |
| Fontenais     | 1261                   | 10.48     |
| Fregiécourt   | 136                    | 3.48      |
| Grandfontaine | 352                    | 8.94      |
| Lugnez        | 216                    | 5.13      |
| Miécourt      | 427                    | 6.46      |
| Montenol      | 86                     | 2.15      |
| Montignez     | 251                    | 5.80      |
| Montmelon     | 103                    | 11.97     |
| Ocourt        | 135                    | 11.63     |
| Pleujouse     | 87                     | 1.82      |
| Porrentruy    | 6593                   | 14.84     |
| Réclère       | 190                    | 6.19      |
| Roche-d'Or    | 40                     | 3.46      |
| Rocourt       | 145                    | 4.48      |
| Saint-Ursanne | 712                    | 11.46     |
| Seleute       | 71                     | 6.81      |
| Vendlincourt  | 568                    | 9.14      |
| Total         | 24,012                 | 317.28    |